# Park Yo-seb
Park Yo-seb ((박요셉?, 朴요셉?); Suncheon, 3 dicembre 1980) è un calciatore sudcoreano, di ruolo difensore.

## Palmarès
- Giochi asiatici: 1

2002